# Distretto di Shahrak
Il distretto di Shahrak è un distretti dell'Afghanistan che si trova nella parte centrale della provincia del Ghowr. La popolazione è di 58.200 abitanti. Il centro del distretto è Dahan-e Falezak.
Presso il villaggio di Jam si trova il famoso minareto.